# Dynamite Headdy
Dynamite Headdy är ett TV-spel som släpptes av det japanska spelföretaget Sega år 1994. Det släpptes både till TV-maskinen Sega Mega Drive och till det bärbara Sega Game Gear.
Huvudfiguren (i dubbel bemärkelse!) är dockan Headdy som måste ta sig igenom ett antal banor och slåss mot Dark Demons många hejdukar och nyckelmästare. Till sin hjälp har Headdy sitt eget huvud som han kastar iväg mot sina motståndare och de tre medhjälparna Headcase, Hang-man och Beau.

## Handling
Headdy har tagit sig till North Town från landet för att besöka sina tre vänner Headcase, HangMan och Beau. Men väl framme upptäcker han att staden attackeras av den onde leksakskungen Dark Demon. Dennes uppdrag är att förstöra staden och ta invånarna till fånga för att därefter besluta vilka av de fredliga leksakerna som ska få leva och vilka som ska bli omvända till onda hjälpredor. Headdy fångas av RoboCollector och slängs ner i sopnedkastet. Dock lyckas Headdy fly och han är fast besluten att besegra den onde kungen och frige alla de fångade leksakerna.
Enkelt kan tyckas, men Dark Demon har många hjälpredor i den här världen och han har dessutom givit ett extra högt förtroende åt Nyckelmästarna (som fungerar som kungens elitgarde). Utöver detta finns också Headdys ärkerival Trouble Bruin som dyker upp med jämna mellanrum. Bruin är avundsjuk på Headdys framgångar och popularitet och han är fast besluten att ta över hjältepositionen och benämningen som huvudfigur.

## Figurer
Dynamite Headdy - är hjälten i spelet. Han använder sitt huvud som vapen mot sina fiender och det visar sig vara mycket effektivt i många situationer. Men kommer ETT vapen att räcka mot kungens alla hjälpredor? Tur för Headdy att han har sina vänner att lita på.
Trouble Bruin - är Headdys ärkerival. Bruin är en slags björndocka och han antar många skepnader under spelets gång. I den japanska versionen är Bruin lila och ler konstant, men i den amerikanska/europeiska versionen är han brun och har en bister uppsyn.
Heather - är den mystiska kvinnan i Headdys liv. De är lika på många sätt, men till skillnad från Headdy så har Heather ett par "svävande" händer. Hon dyker alltid upp när det finns en "nyckel" att lägga vantarna på men vad ska hon egentligen ha alla dem till?
HangMan - är en orange leende boll. Med dennes hjälp kan Headdy ta sig till platser som annars skulle vara omöjliga att ta sig till.
HeadCase - är en gul leende boll inuti en låda. Han kan temporärt ge Headdy ett nytt huvud att använda mot sina fiender.
Beau - en vit ängelliknande figur med ett leende ansikte. Han hjälper Headdy genom att peka ut fiendens svaga punkter.
Bino - dyker, liksom Bruin, upp med jämna mellanrum (dock kan han inte räknas in i fiendekategorin utan mer som en bonus). Varje gång han sätts ur spel får man en "Secret Bonus Point" (hemlig bonuspoäng).

## Spelets banor
| Scene | Am./Eu. namn       | Japanska namn    |
| ----- | ------------------ | ---------------- |
| 1-1   | The Getaway        | Escape Hero!     |
| 2-1   | Practice Area      | Three Friends    |
| 2-2   | Toys n the Hood    | North Town       |
| 2-3   | Mad Dog and Headdy | Concert Panic    |
| 3-1   | Down Under         | Fire Carnival    |
| 3-2   | Backstage Battle   | Backstage Battle |
| 3-3   | The Green Room     | Guest Area       |
| 3-4   | Clothes Encounters | Starlight Storm  |
| 4-1   | Terminate Her Too  | South Town       |
| 4-2   | Mad Mechs          | Working Gear     |
| 4-3   | Mad Mechs 2        | Restless Factory |
| 4-4   | Heathernapped      | Mystery Spot     |
| 5-1   | Go Headdy Go       | Puppet Tower     |
| 5-2   | Stair Wars         | Go Up!           |
| 5-3   | Towering Internal  | Rolling Rolling  |
| 5-4   | Spinderella        | On the Sky       |
| 6-1   | Flying Game        | Air Walker       |
| 6-2   | Fly Hard           | Reckless Wheel   |
| 6-3   | Fly Hard 2         | Light Velocity   |
| 6-4   | Baby Face          | Baby Face        |
| 7-1   | Headdy Wonderland  | Paradise?        |
| 8-1   | The Rocket Tier    | Fight!           |
| 8-2   | Illegal Weapon 3   | Missile Base     |
| 8-3   | Fun Forgiven       | Radical Party    |
| 8-4   | Vice Versa         | Reverse World    |
| 8-5   | Twin Freaks        | Funny Angry      |
| 9-1   | Fatal Contraption  | The Rival        |
| 9-2   | Far Trek           | Brain Break!     |
| 9-3   | Finale Analysis    | Final Attack     |